# Удалов, Максим Львович

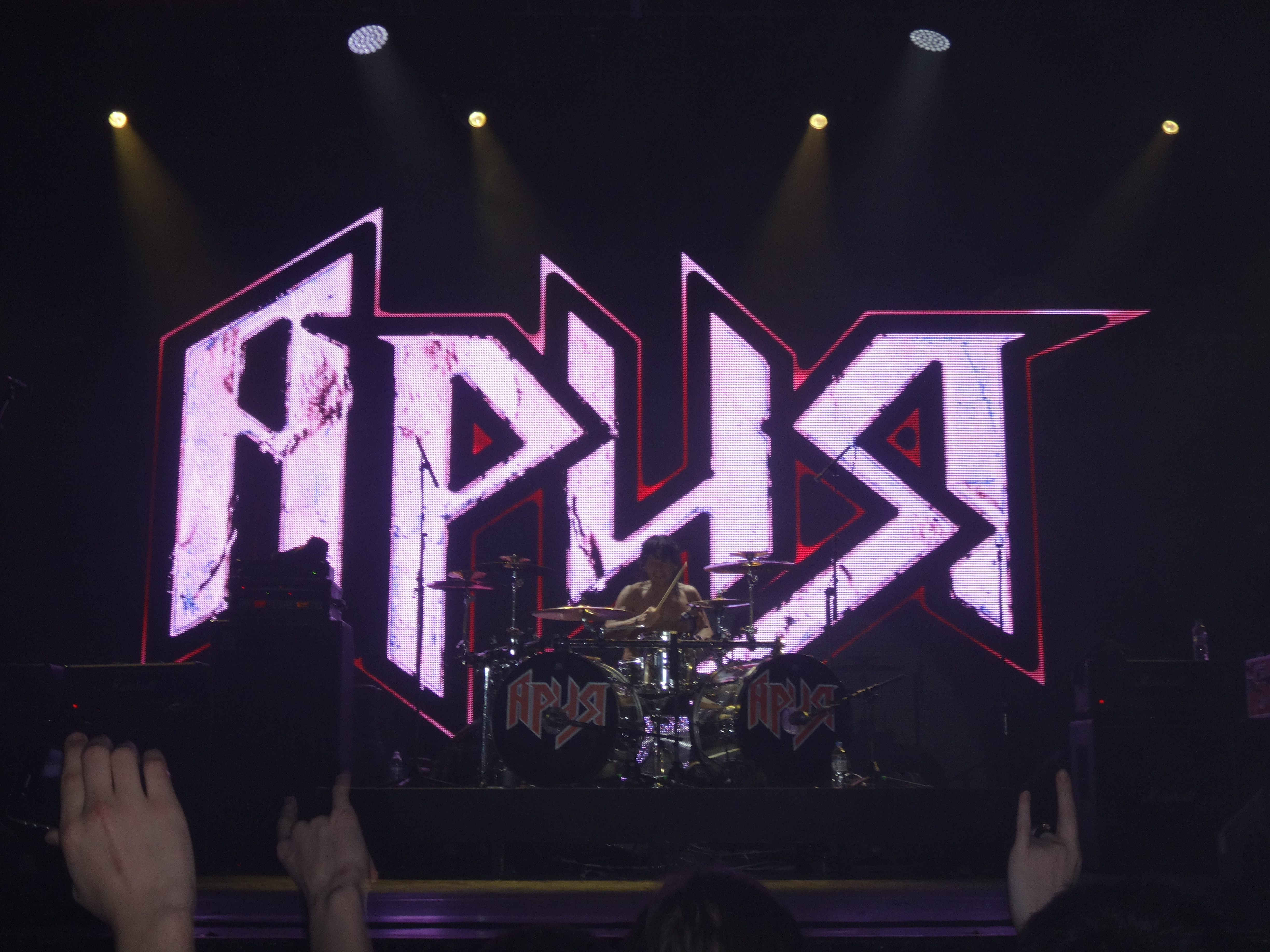
Традиционное барабанное соло во время антракта (фото с презентации альбома «Через все времена» в Санкт-Петербурге 25.04.2015)

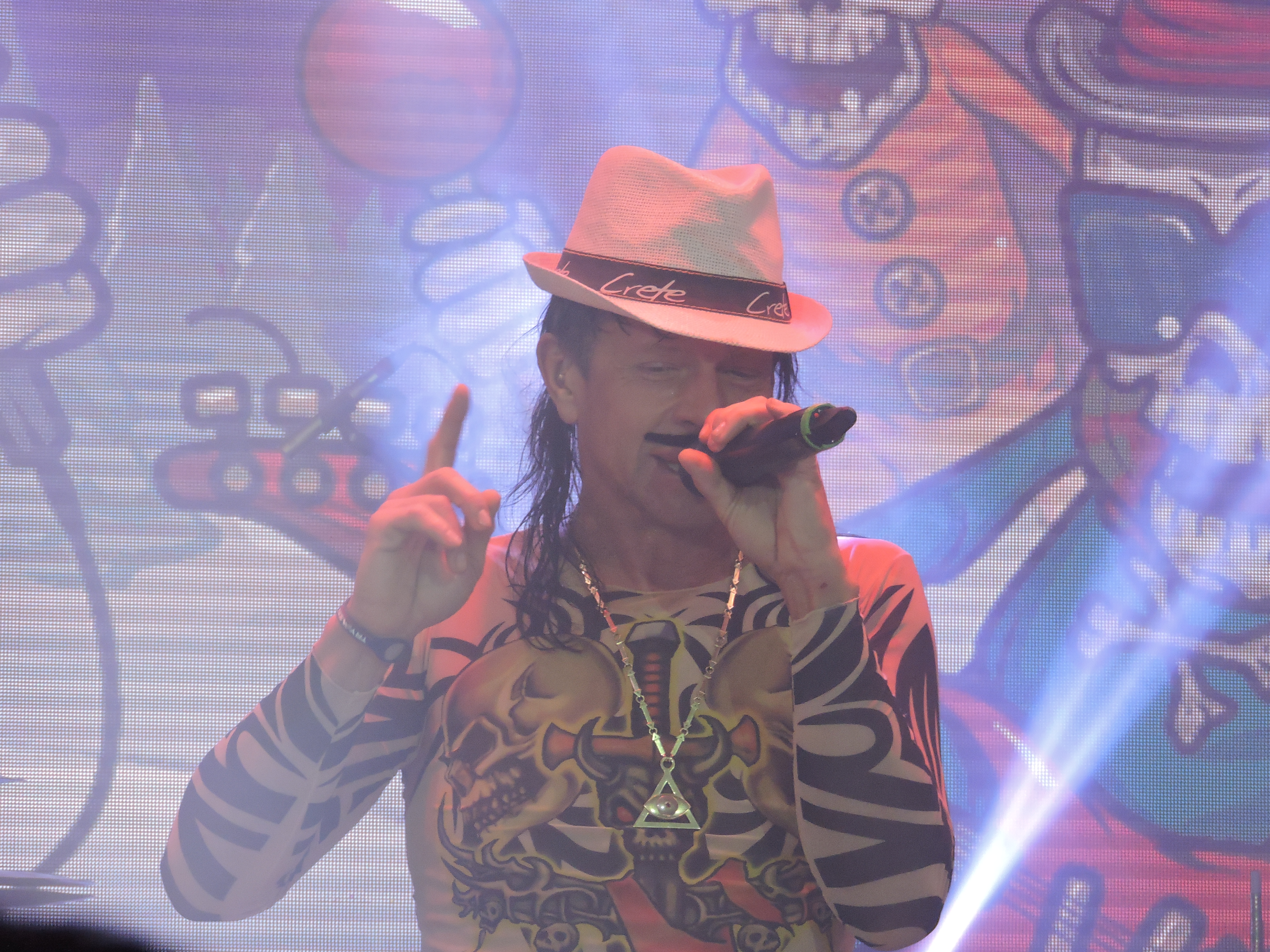
Максим Удалов во время Новогоднего концерта 24.12.2017 исполняет песню Аркадия Северного «Дым кольцами»

Максим Львович Удалов (16 июня 1966, Москва) — советский и российский рок-музыкант, барабанщик, звукорежиссёр. Наиболее известен как барабанщик рок-группы «Ария».

## Биография
Родился в Москве 16 июня 1966 года в семье инженеров. В возрасте шести лет семья переехала в Зеленоград.
Свои первые барабаны он смастерил сам, переделав обычные пионерские. Начинал учиться самостоятельно, вслушиваясь в записи «Led Zeppelin».
Начал профессиональную карьеру в 1985 году в группе «Чёрный кофе», куда был приглашён для проведения тура по Казахстану. После окончания полугодового тура весной 1986 года все музыканты «Чёрного кофе» разошлись, оставив Дмитрию Варшавскому принадлежащее ему название и возможность для поиска других музыкантов.
В 1986 году стал барабанщиком группы гитариста Сергея Маврина «Металлаккорд».
В конце 1986 года Удалов был приглашен заменить Игоря Молчанова, покинувшего группу «Ария». В 1987 году записал с «Арией» альбом «Герой асфальта». В конце 1988 года в ходе конфликта между группой и её художественным руководителем Виктором Векштейном, Удалов покинул «Арию», после чего место барабанщика в группе занял Александр Манякин. Хотя через некоторое время группа «Ария» рассталась с Виктором Векштейном, в её состав Удалову вернуться обратно не получилось, потому что место барабанщика уже было занято.
В 1989 году  вместе с Евгением Колыхановым принял участие в проекте Вадима Преображенского «Зеница Ока». Вместе они записали демо, состоящее из 8 треков, а альбом группы так и не был выпущен. Дальнейшее существование группы было под вопросом из-за постоянной смены гитаристов, что привело к распаду группы.
В 1989—1995 годах являлся барабанщиком группы «Валькирия».
В начале 90-х Удалов занялся звукозаписью, устроившись на работу в студию Александра Кузьмичёва. Ассистентом звукорежиссёра он работал в 1990-96 годах, с небольшим перерывом. В конце 90-х Удалов участвовал в нескольких московских рок-проектах в качестве барабанщика и звукорежиссёра, в 1998 году отправился с «Арией» в концертный тур, посвящённый выходу альбома «Генератор зла», замещая сломавшего руку Манякина. Спустя два года Удалов участвовал в юбилейном концерте группы, посвящённом её пятнадцатилетию.
В 2000—2002 Удалов работал звукорежиссёром в московском клубе «Тропикана» при Культурно-развлекательном центре «Арбат».
В 2002 году в «Арии» произошёл раскол, приведший к уходу солиста Валерия Кипелова, гитариста Сергея Терентьева и барабанщика Александра Манякина. Удалову предложили стать ударником, и он согласился, став с тех пор постоянным членом коллектива.

Вне сцены — такой же импульсивный и эмоциональный, как и за ударной установкой. Редкая находка для журналистов и серьёзное испытание для коллег — феноменальная память, пытливейшая натура и нереальная осведомлённость в любых областях жизни и деятельности и мироздания в целом никогда не оставляет равнодушным и далёким от темы ни одного собеседника Максима.
— Официальный сайт «Арии»
На концертном альбоме группы «Это рок» 2025 года Удалов исполнил барабанное соло.

## Дискография
Группа «Ария»
В 1987 записал с группой альбом «Герой асфальта», затем покинул её, с 2002 года вернулся и принял участие во всех релизах «Арии», кроме концертного альбома «В поисках новой жертвы», записанного предыдущем составом; включая студийные альбомы:
- 1987 — «Герой асфальта»
- 2003 — «Крещение огнём» + перезапись 2020 г.
- 2006 — «Армагеддон» + перезапись 2020 г.
- 2011 — «Феникс»
- 2014 — «Через все времена»
- 2018 — «Проклятье морей»
- 2025 — Четырнадцатый студийный альбом[6]